# IC 4182
IC 4182 — галактика типу Sm (змішана спіральна галактика) у сузір'ї Гончі Пси.
Цей об'єкт міститься в оригінальній редакції індексного каталогу.

## Історія
Галактики типів Sm і Im також класифікуються як неправильні галактики, що володіють деякою структурою (підтип Irr-1). Sm-галактики часто є асиметричними і схильними до руйнування.